# Gunung Korbu
Gunung Korbu – drugi co do wysokości szczyt kontynentalnej części Malezji i całego Półwyspu Malajskiego (2183 m n.p.m.), leżący w górach Titiwangsa (część większego pasma Tenasserim) w prowincji Perak, blisko Ipoh. Jest to siódmy pod względem wysokości szczyt całej Malezji. Ma o 4 m wysokości mniej niż Gunung Tahan, ale przewyższa inne pobliskie góry na Półwyspie Malajskim, m.in. Gunung Yong Belar (2181 m n.p.m.) czy Gunung Gayong (2173 m n.p.m.). Do wspinania się na Korbu potrzebne jest pozwolenie Departamentu Leśnictwa; wspinaczka trwa co najmniej 2 dni.
Między 23 a 25 maja 2013 wolontariusze z organizacji Adopt A Mountain (AdAM) przeprowadzili sprzątanie góry i jej okolic ze śmieci.